# Storängsudden
Storängsudden är en bebyggelse söder om Karlskoga vid sjön Möckelns västra strand i Karlskoga kommun. Den är belägen strax söder om Aggerudsspåret och handelsområdet Storängen i väster. Bebyggelsen som 2020 klassades som en småort hade 60 invånare samma år. 

## Namnet
Området som småorten inkluderar omfattar Finnebäck, vilket påminner om finsk bosättning i Karlskogaområdet som sträcker sig tillbaka till 1500- och 1600-talet. När kommunen beslutade att exploatera området och skapa nya villatomter, valde de istället att marknadsföra det under namnet Storängstrand, eftersom det förstnämnda namnet inte ansågs tillräckligt lockande. Detta väckte frågor om ortnamn i den lokala debatten.

## Historia
Gården Finnebäck finns upptagen i något slags register någon gång mellan 1580 och 1600.

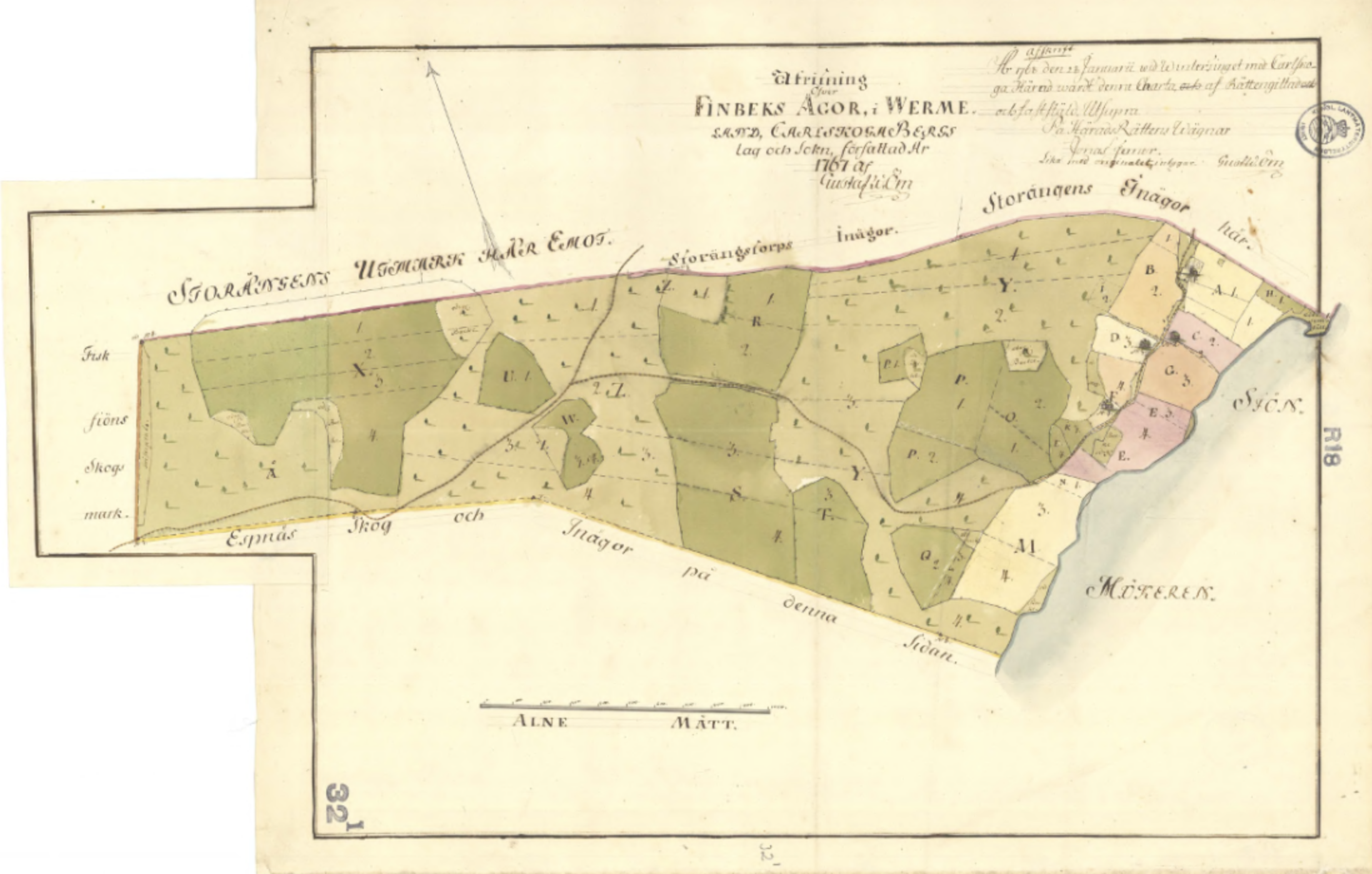
Finnebäcks ägor

Delar och/eller hela området refereras till som Finnebäck, men den motsvarande bebyggelsen har tidigare inte klassificerats som en sammanhängande bebyggelse med fler än 50 invånare som krävs för att Statistiska centralbyrån (SCB) ska definiera området som en småort.
Området Finnebäck har historiskt tillhört Högåsens skolområde.
Exploatering av de nyare delarna av området påbörjades under 2010-talet och har sedan dess fortsatt. Visionen är att området när det är färdigställt ska inkludera villor, radhus och flerfamiljshus. En ny strand har anlagts i området, liksom en parkeringsplats. En allé med körsbärsträd sträcker sig genom området. En pulkabacke invigdes år 2023 vid områdets infartsväg och en förskola planeras även att uppföras här.